# Herb Grouville
Herb Grouville – symbol heraldyczny Grouville, jednego z 12 okręgów administracyjnych (zwanych parish-ami), znajdującego się na wyspie Jersey, jednej z Wysp Normandzkich. 
Przedstawia na tarczy osiem naprzemianległych pasów srebrno-czerwonych.
Herb przyjęty został w 1921 lub 1923 roku.
Herb parish-a (której historyczna nazwa to Saint Martin de Grouville), nawiązuje do historycznej flagi Węgier (Panonii) jako miejsca narodzin świętego Marcina oraz herbu parafii St. Martin (historycznie Saint Martin le Vieux). Herby Grouville i Saint Martin różnią się jedynie ilością pasów - Saint Martin ma ich 7 a Grouville 8.
Wizerunek herbu Grouville widnieje na okolicznościowych monetach o nominale jednego funta Jersey.